# Hamilton College (New York)
Das Hamilton College ist ein privates, nicht konfessionsgebundenes Liberal Arts College in Clinton, die 1793 als Hamilton-Oneida Academy gegründet wurde. Der Namensgeber des Colleges ist der Politiker Alexander Hamilton.

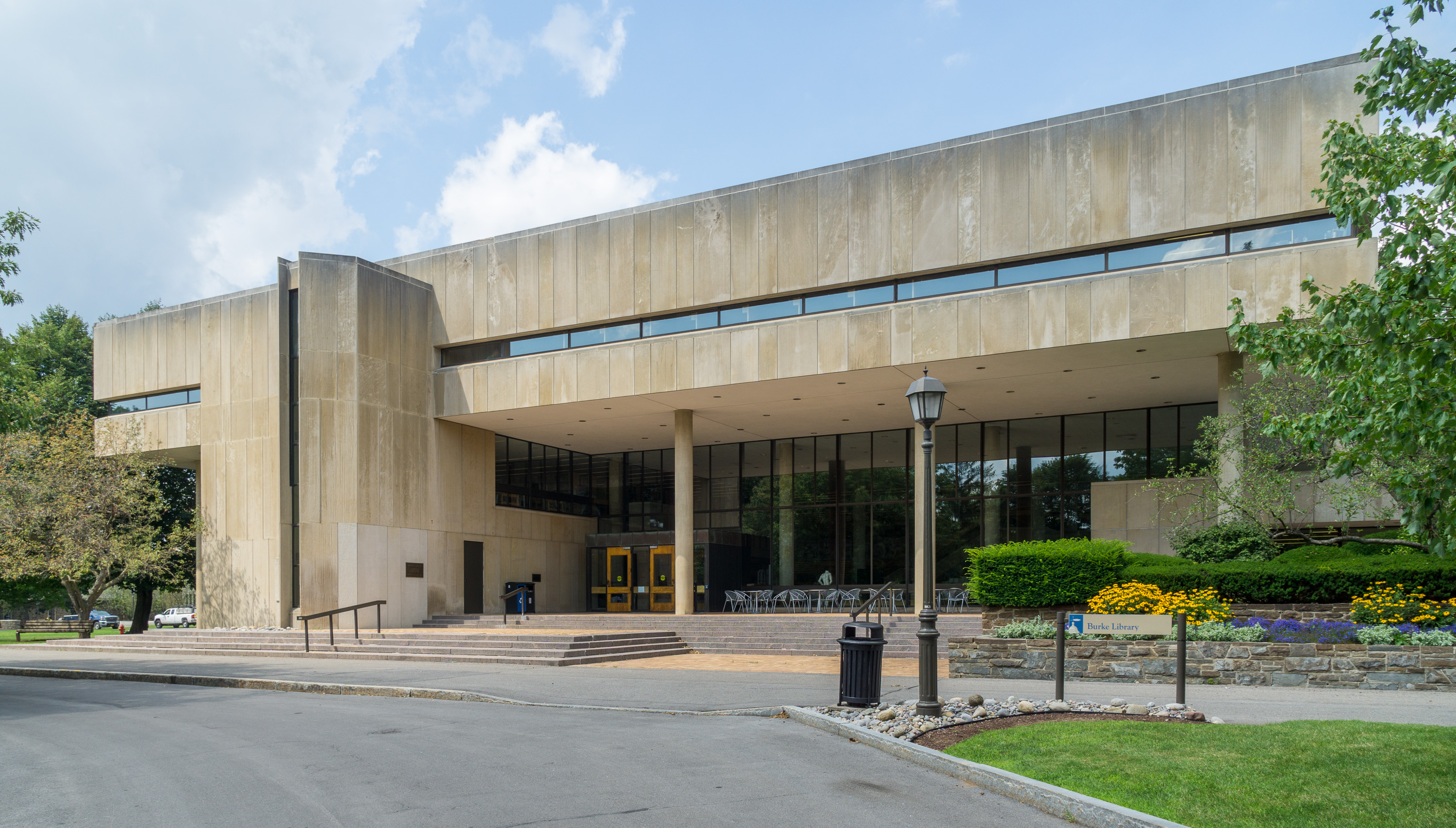
Bibliothek des Hamilton College (die 2011 renovierte Burke Library, 2019)

Ursprünglich war es eine Schule für Jungen (Weiße als auch Indianer). 1812 wurde die Schule zu einem Liberal Arts College umgestaltet, das ein grundständiges Studium in den Freien Künsten (Liberal Arts) anbietet. Seit 1978 sind auch Frauen zum Studium zugelassen.
Unter den besser bekannten Absolventen gehören der US-Staatsmann und Friedensnobelpreisträger Elihu Root (1864), pharmazeutische Unternehmer William L. Bristol und John Meyer (1887), Dichter Ezra Pound (1903), Filmproduzent Thomas Tull (1992) und die britisch-pakistanische Schriftstellerin Kamila Shamsie (1994). Der Schauspieler Peter Falk besuchte Hamilton für eine kurze Zeit (1945-6), machte den Abschluss aber nicht. Von 1985 bis 1989 besuchte der Eishockeytorwart Guy Hebert, der später in der National Hockey League spielte, die Schule.

## Zahlen zu den Studierenden, den Dozenten und zum Vermögen
Im Herbst 2021 waren 2055 Studierende am Hamilton College eingeschrieben, die alle ihren ersten Studienabschluss anstrebten und die damit undergraduates waren. Von diesen waren 54 % weiblich und 46 % männlich; 8 % bezeichneten sich als asiatisch, 3 % als schwarz/afroamerikanisch, 10 % als Hispanic/Latino und 65 % als weiß. Es lehrten 278 Dozenten am College, davon 219 in Vollzeit und 59 in Teilzeit. 2015 waren es 1850 Studierende gewesen, die von 190 Mitarbeitern betreut wurden.
Der Wert des Stiftungsvermögens des Colleges lag 2023 bei 1,3 Mrd. US-Dollar. 2014 waren es rund 859 Mio. US-Dollar gewesen, 2017 über 900 Mio. US-Dollar.

## Ranking
| Zeitschrift                              | Ranking |
| ---------------------------------------- | ------- |
| Forbes – Top Colleges                    | 50      |
| US News – National Liberal Arts Colleges | 12      |
| Washington Monthly                       | 29      |